# Орден королевы Салоте Тупоу III
Орден королевы Салоте Тупоу III — рыцарский орден Королевства Тонга.

## История награды
Орден был учрежден 28 июня 2008 года Его Величеством Королем Георгом Тупоу V, чтобы почтить память его бабушки, королевы Салоте Тупоу III, которая в течение почти пятидесяти лет её правления (5 апреля 1918 — 16 декабря 1965 года) привела государство Тонга к существенному экономическому и социальному развитию.
Орден был создан в качестве главной гражданской награды за заслуги перед сувереном. Прежде всего, он присуждается как семейный орден для тонганских и иностранных королевских семей.

## Классы
Орден состоит из четырёх классов:
- Большой рыцарский крест с воротником (KGCCQS) — воротник, звезда, пояс, миниатюра и розетка
- Рыцарский/Дамский большой крест (K / D GCQS) — орденская звезда, звезда, миниатюра и розетка
- Рыцарский/Дамский командирский крест (K / D CQS) — значок в виде ожерелья из ленты, миниатюры и розетки
- Член (MQS) — нагрудный значок из ленты, миниатюры и розетки

## Знаки отличия
Лента для двух высших классов представляет собой 102-миллиметровую небесно-голубую ультрамариновую ленту (дамская лента около 74 мм).

### Большой рыцарский крест
Воротник представляет собой двойную золотую цепочку, центральная часть которой выглядит как золотой узел, перевязанный лентой в основании (также золотом). Вверх от центральной части с обеих сторон, сидит золотой голубь с крыльями. Он слегка повернут к центру, чередуясь с золотым узлом в центральной части. Значок воротника — это темно-синий эмалированный мальтийский крест с белым краем. Между каждым концом сидит золотой голубь (от воротника) с лилией в когтях. Золотой центральный медальон с поднятым бюстом королевы Салоте Топу III, также в золоте. На темно-синей тесьме написано название ордена золотыми заглавными буквами. Над крестом расположена золотая тонганская корона.
Звезда — это восьмиконечная серебряная, позолоченная и эмалированная звезда с серебром, в центре которой находится значок воротника (без короны).

### Большой Крест
Звезда — это восьмиконечная серебряно-эмалевая звезда. Значок воротника расположен в центре. Голубь и королевская лилия сделаны из серебра.

### Командир
Значок на шее похож на значок на воротнике, за исключением того, что центральный медальон сделан из серебра. На полосе темно-синего цвета легенда вышита золотыми заглавными буквами.
Цвет ленты: лазурно-ультрамариновый

### Член
Нагрудный знак, как и знак командира, выполнен из серебра и эмали (Подвесная корона сделана из серебра).
Грудная лента составляет примерно 38 мм (как указано выше).

## Известные награжденные
- Король Тупоу VI (18.03.2012 -): Великий Магистр — Рыцарь Большого Креста (31.7.2008)[4]
- Наследный принц Сиаоси Тупоутоа: Рыцарь Большого Креста (31.7.2008)[4]
- Архиепископские Рыцари (9-е Рыцари): Рыцарь Большого Крест (31.7.2008)[5]
- Принцесса Меле Сиуиликалоа Каланиувалу-Фотофили (старшая дочь принца Фатафехи Ту’ипелехаке): Дамский большой крест с воротником (31.7.2008)[4]

## Иностранные награжденные
- Королева Елизавета II: Дамский большой крест (19.12.1953)[6]
- Король Джигме Кхесар Намгьял Вангчук (Бутан): Рыцарь Большого Креста (14.5.2010)[7]
- Императрица Масако (Япония): Дамский большой крест (4.7.2015)[8]